# 모스키토 (영화)
《모스키토》(영어: Mosquito)는 미국에서 제작된 게리 존스 감독의 1995년 SF 공포 영화이다. 군나르 한센 등이 출연하였고, 에릭 패스커렐리 등이 제작에 참여하였다.

## 줄거리
외계 우주선이 외딴 공원에 불시착한다. 외계인 시체를 빨아먹은 모기들은 유전자 변형으로 거대화하고 이를 알게 된 사람들이 힘을 합쳐 대항한다.

## 출연
- 팀 러블러스 - 레이 역
- 레이철 로이셀 - 공원 경비대 메건 역
- 스티브 딕슨 - 파크스 역
- 론 애시턴 - 공원 경비대 헨드릭스 역
- 군나르 한센 - 얼 역
- 마이크 하드 - 주니어 역
- 케니 머궘프 - 렉스 역
- 존 러노드 - 공원 경비대 토니 역
- 조시 베커 - 스티브 역
- 마거릿 거몰 - 메리 역
- 조엘 헤일 - 잭 역

## 기타 제작진
- 미술: 제프 기니어드